# Dobbelt Diamant (designprocesmodel)
Double Diamond (på dansk Dobbelt Diamant) er betegnelsen for en designprocesmodel, som i 2005 blev populariseret af British Design Council.  Processen blev tilpasset fra en divergens-konvergens-model foreslået i 1996 af den ungarsk-amerikanske lingvist Béla H. Bánáthy .   De to diamanter repræsenterer en proces i forhold til at udforske et problem mere bredt eller dybere (divergent tænkning) og derefter tage fokuseret handling (konvergent tænkning).  Den foreslår, at designprocessen bør have fire faser:
- Opdag: Forstå problemet i stedet for blot at antage, hvad det er. Denne fase involverer at tale med og tilbringe tid med mennesker, der er berørt af problemerne.
- Definér: Med indsigt indsamlet fra opdagelsesfasen, definer udfordringen på en anden måde.
- Udvikl: Giv forskellige svar på det klart definerede problem, søg inspiration fra andre steder og co-design med en række forskellige mennesker.
- Aflever: Test forskellige løsninger i lille skala. Afvis dem, der ikke vil fungere, og forbedre dem, der vil. [4]

For at fejre Double Diamonds 20-års jubilæum udgav Design Council i 2023 en visuel repræsentation under en åben licens og skabte en vægmaleri-skabelon.  